# Eleições presidenciais na Moldávia em 2020
Eleições presidenciais foram realizadas na Moldávia em 2020. Foi a quarta eleição direta desde a independência em 1991, os eleitores tiveram a possibilidade de eleger um novo presidente ou reeleger o atual Igor Dodon. Como nenhum candidato recebeu a maioria dos votos no primeiro turno, em 1º de novembro, um segundo turno entre os dois principais candidatos, Maia Sandu e Dodon, foi realizado em 15 de novembro. Maia Sandu venceu o segundo turno com 57,72% dos votos, tornando-se a primeira mulher presidente do país e a primeira vencedora do Partido da Ação e solidariedade (PAS).

## Sistema eleitoral

### Requisitos de elegibilidade
A Constituição da Moldávia (artigo 78, cláusula 2) define quatro condições que um candidato presidencial deve satisfazer: cidadania moldávia, pelo menos 40 anos de idade, residência na Moldávia há pelo menos 10 anos, e capacidade de falar a língua do Estado. O artigo 80 da Constituição estabelece um limite de mandato: um indivíduo não pode cumprir mais de 2 mandatos consecutivos.<

### Procedimento
Os candidatos podem ser indicados por um partido político, uma aliança eleitoral ou concorrer como independentes. Eles têm que coletar pelo menos 15.000 assinaturas de eleitores em seu apoio de pelo menos metade das unidades territoriais administrativas nível 2 da Moldávia com pelo menos 600 assinaturas em cada uma delas. Os resultados das eleições só podem ser considerados válidos se a participação for superior ou igual a 33%. O candidato que receber a maioria absoluta dos votos é eleito presidente. Se nenhum candidato receber a maioria dos votos, um segundo turno entre os dois candidatos mais votados é realizado duas semanas após o primeiro turno. O candidato com maior número de votos no segundo turno se torna presidente.

## Resultados
O primeiro turno da eleição foi caracterizado por uma participação historicamente alta da diáspora. Os moldávios que vivem no exterior foram responsáveis por 15% das cédulas lançadas. Como os expatriados votaram esmagadoramente para Maia Sandu, sua alta participação é considerada uma das principais razões para sua vitória no primeiro turno. Como a maioria das pesquisas deu vantagem ao candidato Igor Dodon, o resultado de Maia Sandu foi considerado inesperado por especialistas. Vários analistas expressaram a opinião de que Renato Usatîi, que ficou em terceiro lugar e se posicionou como centrista, deveria desempenhar um papel decisivo no segundo turno ao anunciar seu apoio a um dos dois candidatos. Usatîi mais tarde aconselhou as pessoas que votaram nele a votar contra Dodon no segundo turno.
Uma pesquisa de saída do dia do segundo turno sugeriu que Sandu havia vencido com 54,8% dos votos. Os resultados reais (divulgados posteriormente) mostraram Sandu vencendo por uma margem maior, com 57,72% dos votos. A vitória de Sandu foi novamente ajudada por sua liderança na votação da diáspora. Sandu, no entanto, ganhou 51% dos votos apenas na Moldávia.
| Candidato                            | Partido                               | Primeiro turno | Primeiro turno | Segundo turno | Segundo turno |
| Candidato                            | Partido                               | Votos          | %              | Votos         | %             |
| ------------------------------------ | ------------------------------------- | -------------- | -------------- | ------------- | ------------- |
| Maia Sandu                           | Partido da Ação e Solidariedade       | 487,635        | 36.16          | 943,006       | 57.72         |
| Igor Dodon                           | Partido dos Socialistas               | 439,866        | 32.61          | 690,614       | 42.28         |
| Renato Usatîi                        | Nosso Partido                         | 227,939        | 16.90          |               |               |
| Violeta Ivanov                       | Partido Şor                           | 87,542         | 6.49           |               |               |
| Andrei Năstase                       | Plataforma da Verdade e Dignidade     | 43,924         | 3.26           |               |               |
| Otávio Ţîcu                          | Partido da Unidade Nacional           | 27,170         | 2.01           |               |               |
| Tudor Deliu                          | Partido Liberal Democrata da Moldávia | 18,486         | 1.37           |               |               |
| Dorin Chirtoacă                      | Mişcarea Politică Unirea              | 16,157         | 1.20           |               |               |
| Total                                | Total                                 | 1,348,719      | 100.00         | 1,633,620     | 100.00        |
|                                      |                                       |                |                |               |               |
| Votos válidos                        | Votos válidos                         | 1,348,719      | 98.55          | 1,633,620     | 99.00         |
| Votos inválidos/em branco            | Votos inválidos/em branco             | 19,797         | 1.45           | 16,511        | 1.00          |
| Total de votos                       | Total de votos                        | 1,368,516      | 100.00         | 1,650,131     | 100.00        |
| Eleitores registrados/comparecimento | Eleitores registrados/comparecimento  | 2,995,891      | 45.68          | 2,995,891     | 55.08         |
| Fonte: Alegeri.md, CEC               |                                       |                |                |               |               |